# Рукке, Хенрик Фагерли
Хенрик Фагерли Рукке (норв. Henrik Fagerli Rukke; род. 20 октября 1996 года, Ол, Норвегия) — норвежский конькобежец, двукратный призёр I-го и II-го этапа Кубка мира по конькобежному спорту 2017/2018 года. Участник зимних Олимпийских игр 2018 года.

## Биография
Хенрик Фагерли Рукке родился в коммуне Ол, провинция Бускеруд, Норвегия. Заниматься конькобежным спортом начал с четырёхлетнего возраста беря пример со своего старшего брата, известного норвежского конькобежца — Кристоффера Фагерли Рукке . Профессионально тренируется на базе клуба «Hol Idrettslag» (коммуна Хуль). В национальной сборной за его подготовку отвечает канадский тренер Джереми Уотерспун, а также норвежец — Сондре Скарли.

### Спортивная карьера
Хенрик Фагерли Рукке обладатель двух медалей Кубка мира по конькобежному спорту 2017/2018 года. Первая была получена в рамках I-го этапа 12 ноября 2017 года в Херенвене. В мужском командном спринте с результатом 1:20.00 (80 очков) норвежцы заняли второе место, обогнав при этом конкурентов из России (1:20.94 (70 очков) — 3-е место), но уступив первенство канадцам (1:19.55 (100 очков) — 1-е место). Вторую он выиграл 19 ноября 2017 в рамках II-го этапа в Ставангере. В мужском командном спринте с результатом 1:19.84 (80 очков) норвежцы вновь заняли второе место, обогнав при этом конкурентов из США (1:20.58 (70 очков) — 3-е место), но уступив первенство установившим мировой рекорд времени канадцам (1:19.52 (100 очков) — 1-е место).
На зимних Олимпийских играх 2018 Хенрик Фагерли Рукке был заявлен для участия в забеге на 500 и 1000 м. 19 февраля в забеге на 500 м он финишировал с результатом 35.500 +(1.09) и в общем итоге занял 28-е место. По-словам эксперта по конькам Микаэля Флегинда Ларсена такой результат мог стать следствием повреждения коньков Рукке, которое было вызвано падением польского конькобежца Артура Ногаля. 23 февраля в забеге на 1000 м Хенрик финишировал с результатом 1:10.25 +(2.30). В общем итоге он занял 32-е место.